# 烏米·馬薩庫
奧盧烏米·馬薩庫（英語：Oluwunmi Mosaku，1986年7月31日—）是一名奈及利亞裔英國女演員。她因在BBC Two迷你劇《摩西·琼斯》（2009年）中飾演喬伊（Joy），以及在ITV劇集《探長薇拉》（2011年—2012年）中飾演霍莉·勞森（Holly Lawson）而為人熟知。她因在電視電影《親愛的達米羅拉》（2016年）中飾演格洛麗亞·泰勒（Gloria Taylor）一角，贏得英國電視學院獎最佳女配角。2019年，她主演《路德探長》第五季。2020年，她在HBO的《逃出絕命村》中飾演露比·巴普蒂斯特（Ruby Baptiste）。2021年開始，在漫威電影宇宙電視劇集《洛基》中飾演獵人B-15，並在2024年的電影《死侍與金鋼狼》中再次出演該角色。
她曾獲英國電影學院獎最佳女主角提名，並因在電影《異國陰宅》（2020年）中飾演里亞爾（Rial）一角而贏得英國獨立電影獎最佳女主角。

## 早年生活
馬薩庫出生於奈及利亞扎里亞，一歲時移民到英国曼徹斯特。她曾就讀於英格蘭三一教會高中和澤維里安預科學院。她也在曼徹斯特女子合唱團待了11年。她的父母在奈及利亞都是教授，但無法在英國做同樣的工作。她的母親創辦了一家企業，而她的父親最後回到了奈及利亞。馬薩庫在皇家戲劇藝術學院學習表演，2007年畢業，取得表演學士學位。

## 職業生涯
馬薩庫於2007年首次登上專業舞台，在阿科拉劇院演出佩德罗·卡尔德隆·德·拉·巴尔卡的《大世界劇場》。2008年，她在漢墨斯密抒情劇院出演了由魯柏特·古爾德執導、根據西蒙·沙瑪的著作改編的《风雨横渡》；2010年出演了大衛·海爾的《The Vertical Hour》；2011年出演了《Truth and Reconiliation》，兩部作品均在皇家宮廷劇院演出。
2008年，她參加了在國家肖像館舉行的第一場UNDEREXPOSED展覽，該展覽旨在提高黑人榜樣的知名度，並讚揚英國黑人社區中存在的人才。作為展覽的一部分，她的照片也出現在倫敦佩卡姆的商業大道上。2009年，她主演了BBC Two劇集《摩西·琼斯》，並因此贏得羅馬小說節的迷你劇最佳女主角。
2009年6月至7月，她登上《國際銀幕》雜誌封面，成為英國明日之星之一；2011年，她登上《Nylon》雜誌2011年好萊塢年輕人特刊。2010年，馬薩庫憑藉主演的《我是奴隸》獲得多倫多國際影展七大新面孔之一的稱號。她在片中飾演瑪莉亞（Malia），一個從蘇丹村莊被綁架並販賣作奴隸的女孩。馬薩庫因其出色的表演贏得伯明翰黑人電影節最佳女演員、文化多樣性獎最佳螢幕表演以及銀幕全國影視獎最佳女性表演等獎項。
2011年，馬薩庫在《探長薇拉》中飾演霍莉·勞森一角。2015年，馬薩庫在BBC根據約翰·蘭徹斯特（John Lanchester）的同名小說改編的三集連續劇《Capital》中飾演交通督導員昆蒂娜（Quentina）一角。2016年，她出演獨立單元劇《黑鏡》的其中一集「終極玩家」。
馬薩庫憑藉在電視電影《親愛的達米羅拉》中格洛麗亞·泰勒贏得2017年英國電視學院獎最佳女配角。

## 個人生活
當馬薩庫被要求列出她的個人英雄時，她列出了她的祖母阿尼克·阿迪薩（Anike Adisa），她形容她的祖母「教了我很多功課」；演員亞伯特·芬尼，他是她就讀皇家戲劇藝術學院的靈感來源；她在皇家戲劇藝術學院的同事兼前導師威廉·加斯基爾；保羅·紐曼，她仰慕的不只是他的演技，還有他在紐曼私房的慈善事業；以及歐普拉·溫芙蕾，馬薩庫認為她是名「女超人」。

## 影視作品

### 電影
| 年分 | 標題                  | 角色                    | 備註     |
| ---- | --------------------- | ----------------------- | -------- |
| 2006 | 《The Women of Troy》 | 海倫                    |          |
| 2010 | 《Honeymooner》       | Seema                   |          |
| 2010 | 《複製情人》          | Erica                   |          |
| 2010 | 《我是奴隸》          | Malia                   |          |
| 2011 | 《Citadel》           | Marie                   |          |
| 2013 | 《》                  | 年輕修女                |          |
| 2016 | 《》                  | Kahina Ziri             |          |
| 2016 | 《》                  | Beryl                   |          |
| 2018 | 《女主角》            | 她自己                  | 短片電影 |
| 2019 | 《腹中甜》            | Amina                   |          |
| 2020 | 《異國陰宅》          | Rial                    |          |
| 2022 | 《珍愛熱線》          | Gwen                    |          |
| 2022 | 《親愛的愛莉絲》      | 蘇菲                    |          |
| 2024 | 《死侍與金鋼狼》      | 獵人B-15／維麗蒂·威利斯 |          |
| 2025 | 《罪人》              | 安妮                    |          |

### 電視
| 年分      | 標題                                   | 角色                    | 備註                                        |
| --------- | -------------------------------------- | ----------------------- | ------------------------------------------- |
| 2007      | 《Sold》                               | 消防員                  | #1.5集                                      |
| 2008      | 《Never Better》                       | Server                  | 集數；「First Week Euphoria」               |
| 2008      | 《醫者心》                             | Nurse Kelly Strathairn  | 集數；「Who Do You Think You Are Kidding?」 |
| 2008      | 《舊日火焰》                           | Sophie Oduya            | 集數；「Trial and Error: Part 1」           |
| 2009      | 《摩西·琼斯》                          | Joy                     | 迷你劇集                                    |
| 2010      | 《無聲的見證》                         | Charlie Gibbs           | 4集                                         |
| 2010      | 《One Night in Emergency》             | Beautiful Nurse         | 電視電影                                    |
| 2010      | 《Father & Son》                       | Stacey Cox              | 迷你劇集                                    |
| 2010      | 《法律與秩序：英國》                   | Tamika Vincent          | 集數；「Survivor」                          |
| 2011      | 《探長薇拉》                           | 霍莉·勞森               | 5集                                         |
| 2011      | 《32 Brinkburn Street》                | Joy                     | 5集                                         |
| 2011      | 《屍研所》                             | Rosa Gilbert            | 迷你劇集                                    |
| 2011      | 《Stolen》                             | Sonia Carney            | 電視電影                                    |
| 2013      | 《邊緣之舞》                           | Carla                   | 迷你劇集                                    |
| 2013      | 《Jo》                                 | Angélique Alassane      | 迷你劇集                                    |
| 2013      | 《Truckers》                           | Danielle                | #1.3集                                      |
| 2014      | 《復生》                               | 瑪克辛·馬丁             | 6集                                         |
| 2015      | 《Don't Take My Baby》                 | Belinda                 | 電視電影                                    |
| 2015      | 《Capital》                            | Quentina                | 迷你劇集                                    |
| 2016      | 《黑鏡》                               | Katie                   | 集數；「終極玩家」                          |
| 2016      | 《親愛的達米羅拉》                     | 格洛麗亞·泰勒           | 迷你劇集                                    |
| 2017      | 《無所畏懼》                           | DCS Olivia Greenwood    | 迷你劇集                                    |
| 2017      | 《》                                   | DC Teri Darego          | 5集                                         |
| 2018      | 《Kiri》                               | DI Vanessa Mercer       | 迷你劇集                                    |
| 2019      | 《路德探長》                           | 凱瑟琳·哈利戴           | 4集                                         |
| 2019      | 《Animal Babies: First Year on Earth》 | 旁白                    | 紀錄片系列                                  |
| 2019      | 《地下診所》                           | Mercy King              | 迷你劇集                                    |
| 2020      | 《逃出絕命村》                         | 露比·巴普蒂斯特         | 10集                                        |
| 2021—2023 | 《洛基》                               | 獵人B-15／維麗蒂·威利斯 | 11集                                        |
| 2022      | 《特擊罪惡城》                         | 妮可·斯蒂爾             | 6集                                         |
| 2023      | 《黑鏡》                               | 瓊的律師                | 集數；「瓊遭透了」                          |
| 2023      | 《拾荒者統治》                         | Azi（配音）             |                                             |
| 2024      | 《致命旅客》                           | 麗婭·阿賈瓦             | 6集                                         |

## 榮譽
| 年分 | 獎項             | 分類                   | 作品               | 結果 | 來源   |
| ---- | ---------------- | ---------------------- | ------------------ | ---- | ------ |
| 2009 | 羅馬小說節       | 迷你劇最佳女主角       | 《摩西·琼斯》      | 獲獎 | [ 8 ]  |
| 2017 | 英國電視學院獎   | 最佳女配角             | 《親愛的達米羅拉》 | 獲獎 | [ 11 ] |
| 2021 | 英國電影學院獎   | 最佳女主角             | 《異國陰宅》       | 提名 | [ 13 ] |
| 2021 | 英國獨立電影獎   | 最佳女主角             | 《異國陰宅》       | 獲獎 | [ 14 ] |
| 2021 | 美國演員工會獎   | 劇情類影集最佳整體演出 | 《逃出絕命村》     | 提名 | [ 15 ] |
| 2021 | 評論家選擇電視獎 | 劇集最佳女配角         | 《逃出絕命村》     | 提名 | [ 16 ] |

## 外部連結
- Wunmi Mosaku （页面存档备份，存于） at RADA
- Wunmi Mosaku在互联网电影资料库（IMDb）上的資料（英文）